# Felixstowe F-Baureihe
Die Felixstowe F-Reihe war eine Baureihe von Doppeldecker-Flugbooten, deren Bootsrumpf in der britischen Seaplane Experimental Station des Royal Naval Air Service in Felixstowe konstruiert und in zahlreichen Subunternehmen mit den von Curtiss gebauten Tragwerken kombiniert wurde. Curtiss selbst übernahm einige Versionen der F-Reihe in seine eigene Produktreihe. Der Royal Naval Air Service (RNAS) und die spätere Royal Air Force (RAF) setzten die Maschinen im Ersten Weltkrieg über der Nordsee und im Mittelmeer als Seeaufklärer ein. Eine genaue Rekonstruktion der Entwicklungsgeschichte der F-Reihe ist in einigen Aspekten nur unzureichend möglich, da die Angaben in der Literatur stark voneinander abweichen.

## Geschichte

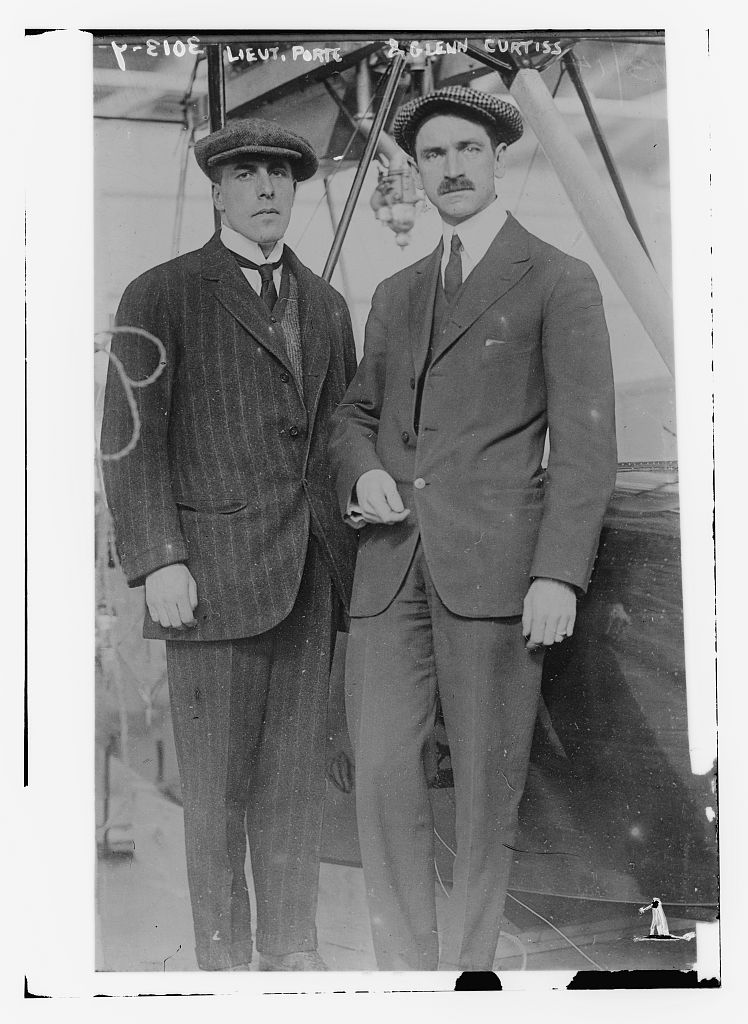
Cyril Porte (links) und Glenn Curtiss vor einem Curtiss-Model-F-Flugboot

Im April 1914 verließ der britische Pilot und Konstrukteur John Cyril Porte England, um sich in den USA Glenn Curtiss anzuschließen und mit ihm an dem Projekt einer Atlantiküberquerung zu arbeiten. Hierzu sollte ein neu konstruiertes Flugboot (Curtiss H-1) mit Namen America eingesetzt werden. Die H-1 verwendete zwei Curtiss-OX-5-Motoren mit jeweils nur 90 PS und wäre wahrscheinlich nicht in der Lage gewesen, mit dem vorgesehenen Abfluggewicht für eine Atlantiküberquerung vom Wasser aus zu starten.

### Curtiss H-4 als Ausgangsbasis

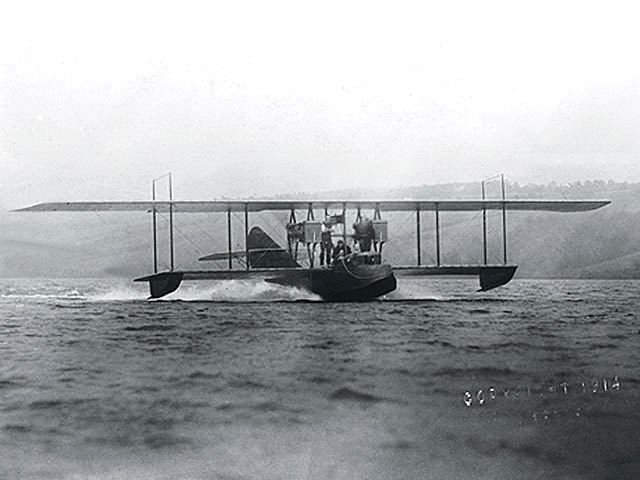
Curtiss H-4 America

Bei Ausbruch des Ersten Weltkriegs kehrte Porte nach England zurück, wo er im September 1915 das Kommando über die RNAS (Royal Naval Air Station) Felixstowe erhielt. Auf der Grundlage seiner bei Curtiss gemachten Erfahrungen empfahl er dem am 1. Juli 1914 aus dem Naval Wing of the Royal Flying Corps entstandenen unabhängigen Royal Naval Air Service (RNAS) Flugboote dieses Herstellers zu beschaffen. Im Oktober und November 1914 erreichten die ersten beiden, auf der H-1 basierenden Flugboote H-4 Felixstowe (Seriennummern 950 und 951). Im März 1915 standen bereits vier weitere H-4 Flugboote im Dienst des RNAS (1236 bis 1239). Von der H-4 wurden dann 56 weitere Exemplare bei Curtiss bestellt und acht Maschinen in England bei der Aircraft Manufacturing Company (Airco) gebaut. Im Einsatz stellten sich jedoch als Schwachpunkte eine zu schwache Rumpfhülle mit schlechten hydrodynamischen Eigenschaften und die unzuverlässigen Curtiss-Triebwerke heraus. Porte und seine Mannschaft mit dem Leitenden Chefingenieur J. D. Rennie führten deshalb in den Jahren 1915 und 1916 eine Vielzahl von Versuchen mit dem Bootskörper durch, um vor allem die Seetüchtigkeit und Lebensdauer des Flugzeugs zu verbessern.

### F.1

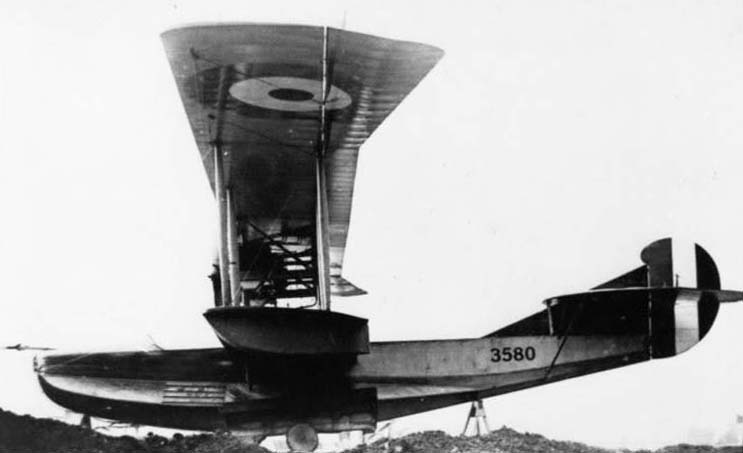
Die einzige F.1 (Seriennr. 3580)

Diese Arbeiten führten zur F.1, der ersten Ausführung der Felixstowe-Flugbootreihe. Bei der lediglich in einem Exemplar gebauten F.1 wurde das Tragwerk der Curtiss H-4 (Seriennummer 3580 nach dem Air Committee Joint Numbering System (1912 to 1916)) mit der einstufigen, 10,98 m langen Porte-Bootshülle Porte I kombiniert. Die Leistungsfähigkeit auf dem Wasser steigerte Porte weiter durch eine zweite und später auch eine dritte Bootsstufe sowie eine spitzere V-Form im unteren Bereich des Rumpfquerschnitts. Die F.1 blieb bis 1919 in Felixstowe, wo sie für die Wasserflugzeugschulung eingesetzt wurde.

### F.2/F.2A

F.2A (N4545) in dem nach dem Zwischenfall am 4. Juni 1918 gewählten auffallenden, für jedes Flugzeug individuellen Anstrich.

Wahrscheinlich erhielt der RNAS im März 1916 das erste gebaute Exemplar der Curtiss H-8, die eine vergrößerte Version der H-4 darstellte. Eine anschließende Erprobung ergab ähnliche Probleme wie bei der H-1 und H-4 im Hinblick auf die schwache Struktur des Bootsrumpfs und die ungenügende Leistung der Curtiss-Triebwerke, die mit jeweils 160 PS nicht in der Lage waren, die voll beladene Maschine aus dem Wasser zu heben. Die H-8 wurde deshalb mit zwei stärkeren 250 PS leistenden Rolls-Royce-Triebwerken ausgerüstet. Zwar konnte die Maschine nun problemlos abheben, dafür hatten sich jedoch die hydrodynamischen Eigenschaften deutlich verschlechtert. Porte entschied sich deshalb dafür einen vollständig neuen Bootsrumpf zu bauen, ähnlich dem der F.1. Daraus entstand die einzige F.2, die das Tragwerk der H-8 verwendete. Der neue, 12,81 m lange Rumpf erhielt die Bezeichnung Porte II und wies eine schärfere Kielung und zwei Bootsstufen auf. Entworfen und gebaut wurde er im Frühling und frühen Sommer 1916 und wahrscheinlich im Juli 1916 an das Tragwerk des Curtiss-Flugzeugs angepasst. Der Rumpf erwies sich als belastbarer, hatte eine bessere Seetüchtigkeit, ohne dass sich das Gewicht erhöht hatte. Die F.2 wurde über der Nordsee zur Aufklärung eingesetzt; sie ging am 30. September 1916 östlich der Steilküste von Naze verloren.
1916 erhielt der RNAS auch die ersten von 60 bestellten Curtiss-H-12A-Flugbooten, die ohne Motoren geliefert wurden. Da die Bootsrümpfe einem starken Verschleiß ausgesetzt waren, war es eine nicht unübliche Praxis, den originalen H-12-Rumpf – nach zum Teil weniger als einem Jahr Einsatzzeit – durch einen F.2A-Rumpf zu ersetzen.

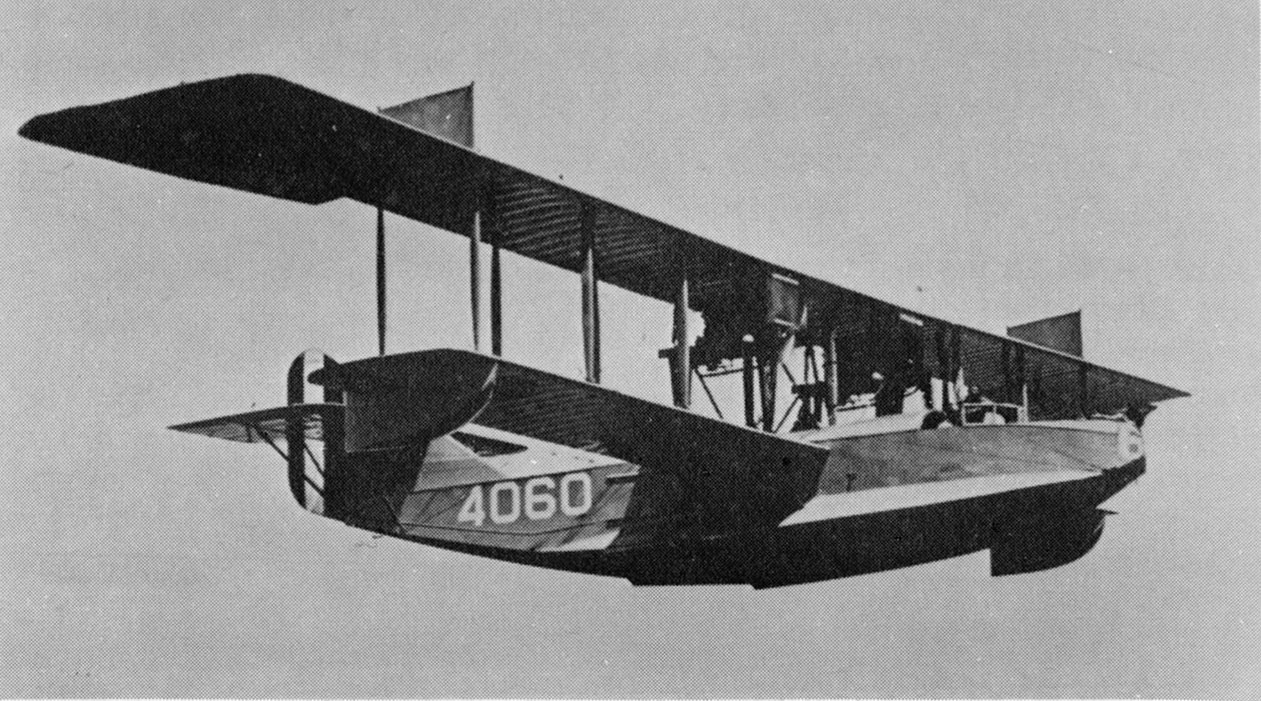
Curtiss H-16 (Von Curtiss gebaute F.2A)

Die Serienproduktion der F.2 als F.2A folgte danach bei der Aircraft Manufacturing Company in Hendon, bei S. E. Saunders, May, Harden & May und auch in den USA bei Curtiss und der Naval Aircraft Factory (NAF). Curtiss bezeichnete das Muster als H-16 (nach anderen Quellen als H-12 oder H-12A) und bei der NAF trug sie die Navy-Bezeichnung PN. Sechs weitere Firmen in Großbritannien bauten alleine die Bootsrümpfe. Die F.2A verwendete zwei jeweils 360 PS leistende Rolls-Royce Eagle VIII. Die Bewaffnung bestand aus einem oder zwei Lewis-Maschinengewehren im Bug, eines in einem Abwehrstand auf dem Rumpfrücken, je eines auf beiden Rumpfseiten und optional eines auf der linken Seite des Cockpits. Die offensive Bewaffnung umfasste zwei 230-lb-(104-kg)-Bomben unter den Tragflächen. Die maximale Startmasse lag bei 5000 kg und die Höchstgeschwindigkeit betrug über 150 km/h. Das Cockpit war zunächst teilweise abgedeckt, bei den späten Baulosen aber wieder offen. Die maximale Flugdauer lag typischerweise bei sechs Stunden und konnte durch Mitführen zusätzlicher Benzinkanister auf bis zu 9½ Stunden gesteigert werden. Bis März 1918 waren 161 Maschinen bestellt und bei Kriegsende hatte die RAF 53 F.2A und 69 H-16 in ihrem Bestand. Insgesamt wurden 173 F.2A und 75 H-16 (H-12?) abgeliefert.
Von der Variante F.2C wurden zwei Exemplare gebaut (Experimentalseriennummern N64 und N65). Diese hatten einen leichteren, modifizierten Bootsrumpf und zwei Eagle-VIII-Triebwerke. Beide Maschinen wurden im Sommer 1917 im Einsatz genutzt.
Die ersten F.2A wurden im Februar 1918 von Great Yarmouth aus zur U-Boot-Bekämpfung eingesetzt. Am 4. Juni 1918 fand die größte Auseinandersetzung zwischen Wasserflugzeugen während des gesamten Krieges statt, als sich vier F.2a, eine H-12 und 14 deutsche Schwimmerflugzeuge bei den Inseln Terschelling und Ameland bekämpften. Drei Hansa-Brandenburg-Flugzeuge wurden abgeschossen und zwei F.2A erheblich beschädigt, konnten aber zum Stützpunkt zurückkehren. Danach erhielt jede F.2A einen individuellen farbkräftigen Anstrich mit ausgefallenen geometrischen Mustern, um die Sichtbarkeit nach einer Notwasserung zu erhöhen und die Flugzeuge aus der Luft unterscheiden zu können. Die in Great Yarmouth stationierten Flugzeuge erhielten Schachbrettmuster, Streifen und Zick-Zack-Muster nach persönlichem Geschmack der Besatzung. Flugzeuge aus Felixstowe verwendeten ein mehr standardisiertes Schema, das auf Variationen von Streifen und Quadraten basierte.

### F.3

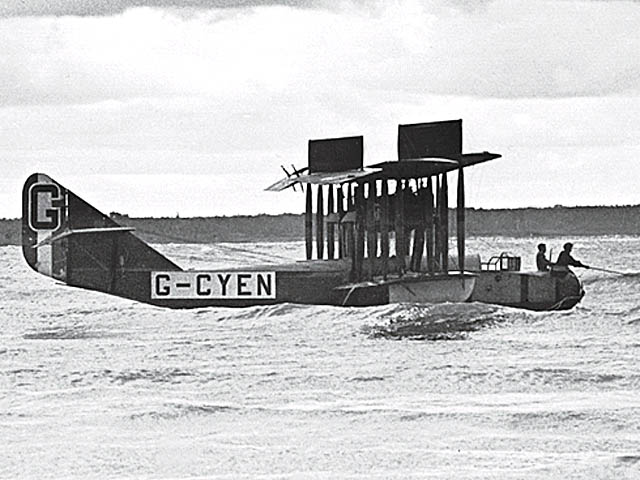
Kanadische F.3 mit zivilen Kennzeichen

Die F.3 war etwas größer als die F.2A, ansonsten aber sehr ähnlich ausgelegt. Obwohl die F.3 in größeren Stückzahlen gebaut wurde, war sie in einigen Eigenschaften der F.2A unterlegen. So war die F.3 langsamer und weniger wendig, konnte aber eine größere Bombenzuladung tragen und hatte eine größere Reichweite. Die Bewaffnung bestand typischerweise aus vier bis fünf Lewis-Maschinengewehren und vier 230-lb-(104-kg)-Bomben. Der Prototyp der F.3 entstand im Oktober 1917 durch Umbau der ersten F.2C (N64), wobei u. a. zwei 320-PS-Sunbeam-Cossack-Motoren eingebaut wurden.
Eine Anzahl für die U-Boot-Bekämpfung im Mittelmeer vorgesehenen F.3 wurden in Malta gebaut. Die erste maltesische F.3 (N4310) führte ihre Erprobung im März 1918 durch. Bis zum Waffenstillstand wurden mindestens 30 weitere Maschinen dort hergestellt. Zu diesem Zeitpunkt waren insgesamt noch 96 F.3 im Dienst der RAF.

### F.5
Die letzte Einsatzvariante der F-Reihe war die F.5, deren Prototyp (N90) im November 1917 in Felixstowe erprobt wurde. Auch die F.5 hatte den Eagle-VII- und Eagle-VIII-Antrieb, gegenüber der F.3 aber einen tieferen Rumpf. Sie behielt die zwei Kielstufen und ein offenes Cockpit mit nebeneinander liegenden Sitzen. Es konnten mindestens vier Lewis-MGs und vier-230-lb-Bomben mitgeführt werden. Da sich die F.3 weiterhin in der Serienfertigung befand, wollte das Ministry of Munitions die Herstellung zusätzlicher Bauvorrichtungen vermeiden, sodass die Serien-F.5 unter Verwendung vieler F.3-Bauteile produziert wurden. Die F.5 erhielt aber einen durchgehend holzbeplankten Bootsrumpf, während dieser bei der F.3 und ihren Vorläufern im oberen Bereich und den hinteren Seitenteilen noch stoffbespannt war. Das Leergewicht erhöhte sich entsprechend von 3613 kg auf 4130 kg, wodurch die F.5 etwas langsamer als ihr Vorgänger war. Die Leistungen im Wasser und in der Luft wurden als sehr zufriedenstellend beurteilt. Ein Einsatz im Ersten Weltkrieg fand jedoch nicht mehr statt.
Britische Hersteller der F.5 waren die Gosport Aviation Company, die Aircraft Manufacturing Company, May, Harden & May, die Phoenix Dynamo Manufacturing Company, S. E. Saunders und Short Brothers. Noch vor dem Waffenstillstand lief die Produktion in Übersee bei Canadian Aeroplanes Ltd. in Toronto und bei der US-amerikanischen Naval Aircraft Factory an.
Die US Navy entschied, die F.5 als F.5L (ab 1922: PN-5) im großen Maßstab einzuführen. Die F.5L besaß zwei 12-Zylinder-Liberty-Motoren mit 330 PS Leistung. Die Auslieferung begann am 30. Juli 1918. Insgesamt wurden 227 F.5L für die Navy gebaut, davon 137 bei der Naval Aircraft Factory, 60 bei Curtiss und 30 bei Canadian Aeroplanes Ltd. Die F.5L blieb bis 1931 bei der US Navy im Einsatz.

## Technische Daten
Daten nach London, S. 260 f.
| Kenngröße             | F.1                                                             | F.2A                                            | F.2C | F.3                                                                                      | F.5 |
| --------------------- | --------------------------------------------------------------- | ----------------------------------------------- | --- | ---------------------------------------------------------------------------------------- | --- |
| Besatzung             | mindestens 4                                                    | mindestens 4                                    | mindestens 4 | mindestens 4                                                                             | mindestens 4 |
| Länge                 | 11,95 m                                                         | 14,11 m                                         | 14,03 m | 15,00 m                                                                                  | 15,02 m |
| Spannweite            | 21,96 m                                                         | 29,17 m                                         | 28,98 m | 31,11 m                                                                                  | 31,62 m |
| Höhe                  | 5,34 m                                                          | 5,34 m                                          | 5,49 m | 5,51 m                                                                                   | |
| Flügelfläche          | 78,2 m² (?)                                                     | 105,26 m²                                       | 105,53 m² | 133,03 m²                                                                                | 130,90 m² |
| Leermasse             |                                                                 | 3427 kg                                         | 3081 kg | 3613 kg                                                                                  | 4130 kg F.5L: 3746 kg |
| Startmasse            |                                                                 | 4984 kg                                         | 4650 kg | 5550 kg                                                                                  | 5760 kg F.5L: 5900 kg |
| Höchstgeschwindigkeit |                                                                 | 153 km/h                                        | 152 km/h | 146 km/h                                                                                 | 141 km/h |
| Dienstgipfelhöhe      |                                                                 | 2900 m                                          | 3140 m | 2440 m                                                                                   | 2070 m |
| Flugdauer             |                                                                 | 6 bis 9 h                                       | 6 h | 6 bis 9 h                                                                                | 7 h F.5L: 10 h |
| Triebwerke            | zwei Anzani, 100 PS (74 kW) zwei Hispano-Suiza, 150 PS (110 kW) | zwei Rolls-Royce Eagle VIII, 360 PS (265 kW)    | zwei Rolls-Royce Eagle VIII (N64), 360 PS (265 kW) zwei Rolls-Royce Eagle VII (N65), 322 PS (237 kW) zwei Sunbeam-Coatalen Cossack (N65), 250 PS (184 kW) | zwei Rolls-Royce Eagle VIII, 360 PS (265 kW) zwei Rolls-Royce Eagle VII, 322 PS (237 kW) | zwei Rolls-Royce Eagle VII, 322 PS (237 kW) zwei Rolls-Royce Eagle VIII, 360 PS (265 kW) zwei Liberty 12 (kanadische F.5L), 400 PS (294 kW) |
| Bewaffnung            | –                                                               | vier bis neun 0.303-Lewis-MG zwei 230-lb-Bomben | zwei 0.303-Lewis-MG vier 230-lb-Bomben | vier oder fünf Lewis-MG vier 230-lb-Bomben                                               | vier 0.303-Lewis-MG vier 230-lb-Bomben |